# Pousse de bambou

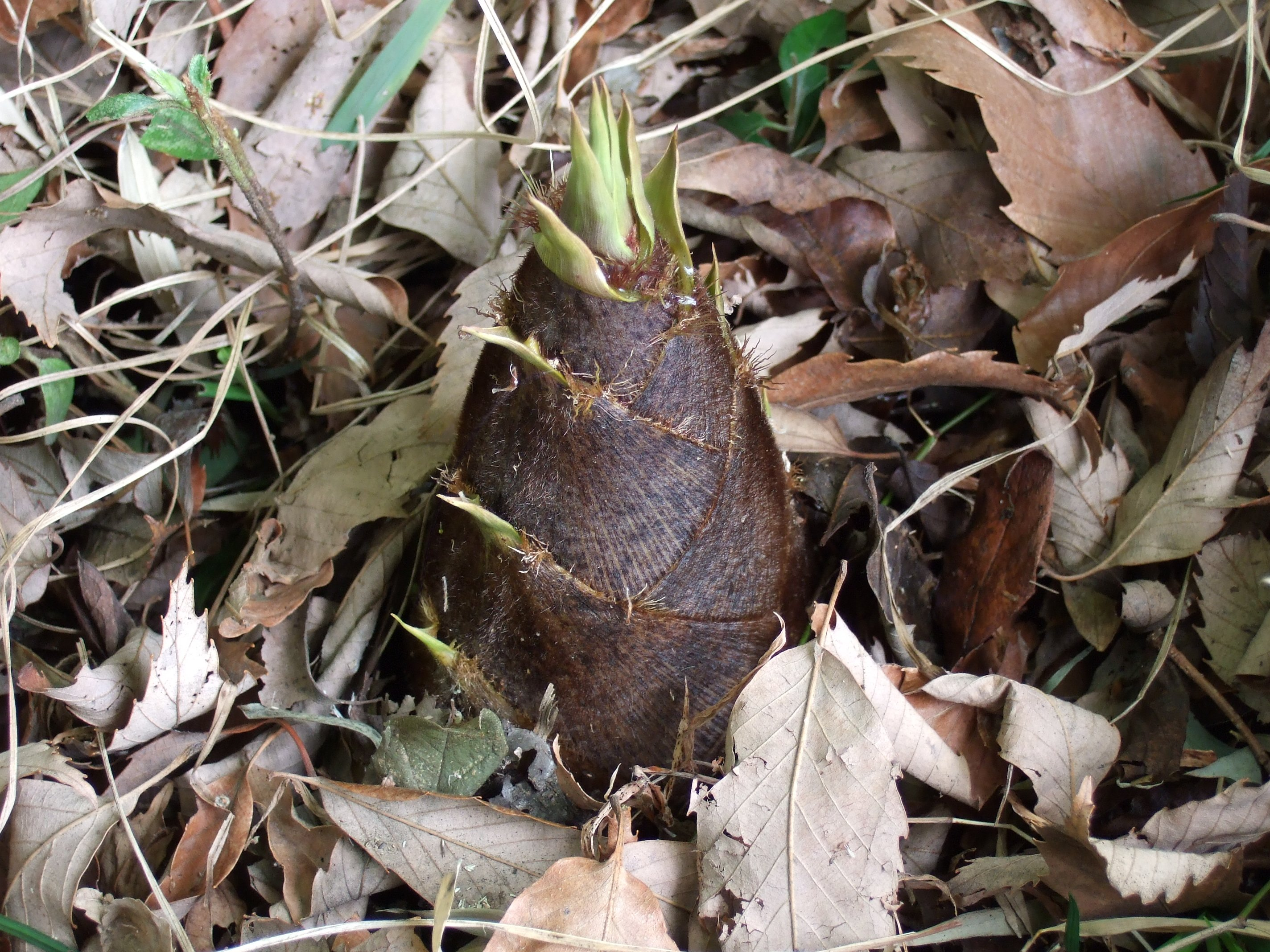
Pousse de bambou comestible.

Les pousses de bambous sont les jeunes pousses comestibles (pointes des nouvelles tiges, ou chaumes, de bambous qui sortent du sol) de diverses espèces de bambous, notamment Bambusa vulgaris et Phyllostachys edulis. Elles sont utilisées dans de nombreux mets de la cuisine asiatique. On les trouve dans le commerce transformées de diverses manières, aussi bien en frais que séchées ou en conserve.
Les pousses de bambou crues contiennent des glycosides cyanogènes, des toxines naturelles également présentes dans le manioc.
Les toxines doivent être détruites par une cuisson complète et pour cette raison les pousses de bambou fraîches sont souvent bouillies avant d'être utilisées par d'autres moyens. Les toxines sont également détruites dans le processus de mise en conserve.

## Espèces exploitées
Les pousses de plusieurs espèces de bambous sont récoltées pour la consommation,.
- Phyllostachys edulis (孟宗竹, 江南竹) produit de très grandes pousses, pesant jusqu'à 2,5 kg. Les pousses de cette espèce portent des noms différents selon l'époque de la récolte :
  - les pousses d'hiver (冬筍, 鞭筍), de taille plus petite, ne dépassant pas 1 kg à la récolte, sont commercialement très importantes. Leur chair est tendre et agréable au goût ; elles sont récoltées en novembre et décembre à Taïwan.
  - les pousses « chevelues » (毛竹筍) sont plus grandes, mais en raison de leur dureté et de leur goût amer, elles sont généralement utilisées pour produire des pousses de bambou séchées. Elles sont récoltées entre mars et mai à Taïwan.
- Phyllostachys bambusoides (桂竹) produit des pousses minces et longues, à chair ferme ; généralement consommées fraîches, elles sont également transformés en pousses de bambou séchées.
- Dendrocalamus latiflorus (麻竹) produit de grandes pousses à la chair fibreuse et dure, surtout adaptées pour la mise en conserve et de séchage.
- Bambusa oldhamii (綠竹) produit des pousses de qualité, grandes, à la chair tendre et parfumée ; elles sont généralement vendues fraîches pendant la saison allant de la fin du printemps au début de l'automne. Leur disponibilité dépend du climat local. Ces pousses sont également disponibles en boîtes en dehors de la saison de production.
- Bambusa odashimae (烏腳綠竹) est considérée comme équivalente à Bambusa oldhamii, mais très prisée en raison de la chair croquante de ses pousses, semblable à celle des poires asiatiques ; produites principalement à Taïtung et Hualien et consommées fraîches.
- Fargesia spathacea (箭竹) produit des pousses longues, minces, tendres et savoureuses qui peuvent être consommées en frais ou en conserve.
- Bambusa blumeana (刺竹) produit des pousses de qualité inférieure à texture plus grossière et plus lâche que d'autres pousses de bambou, consommées à Taïwan en dehors de la saison des autres espèces.

## Galerie

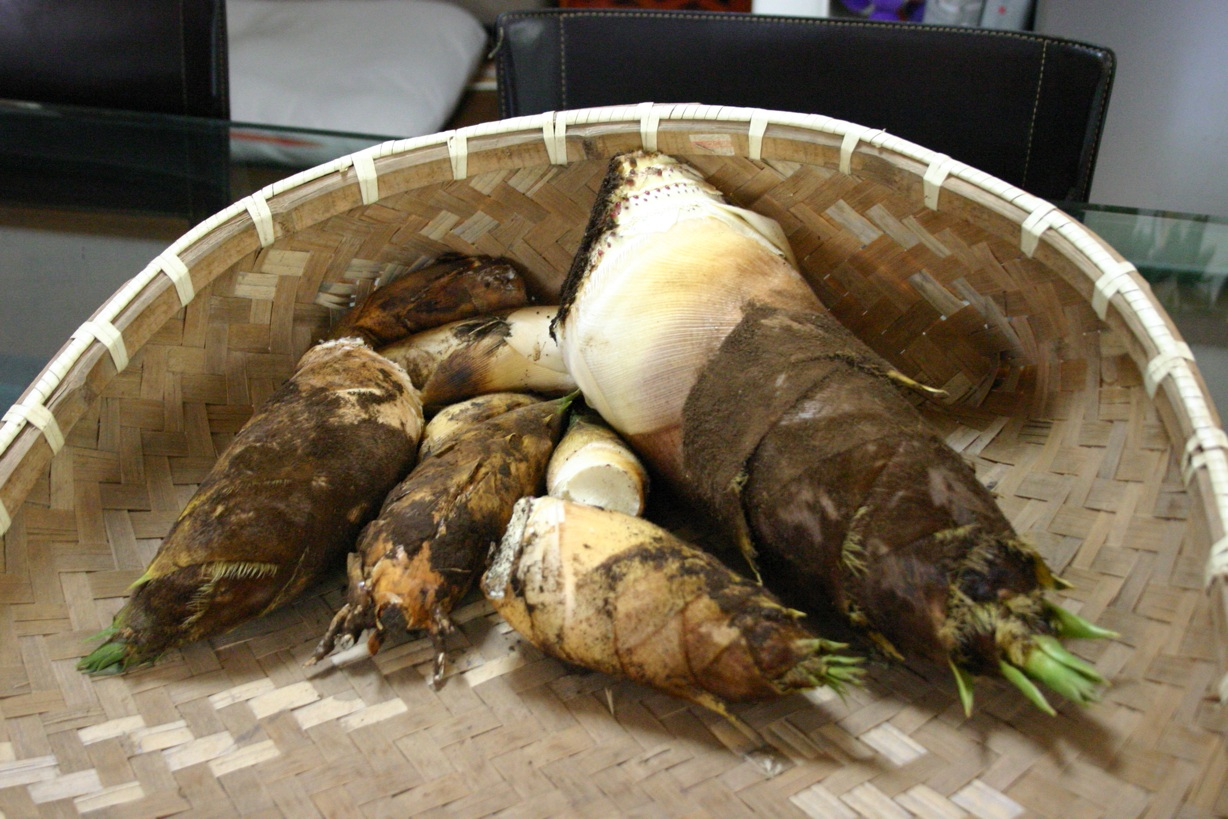
Panier de pousses de bambou entières.
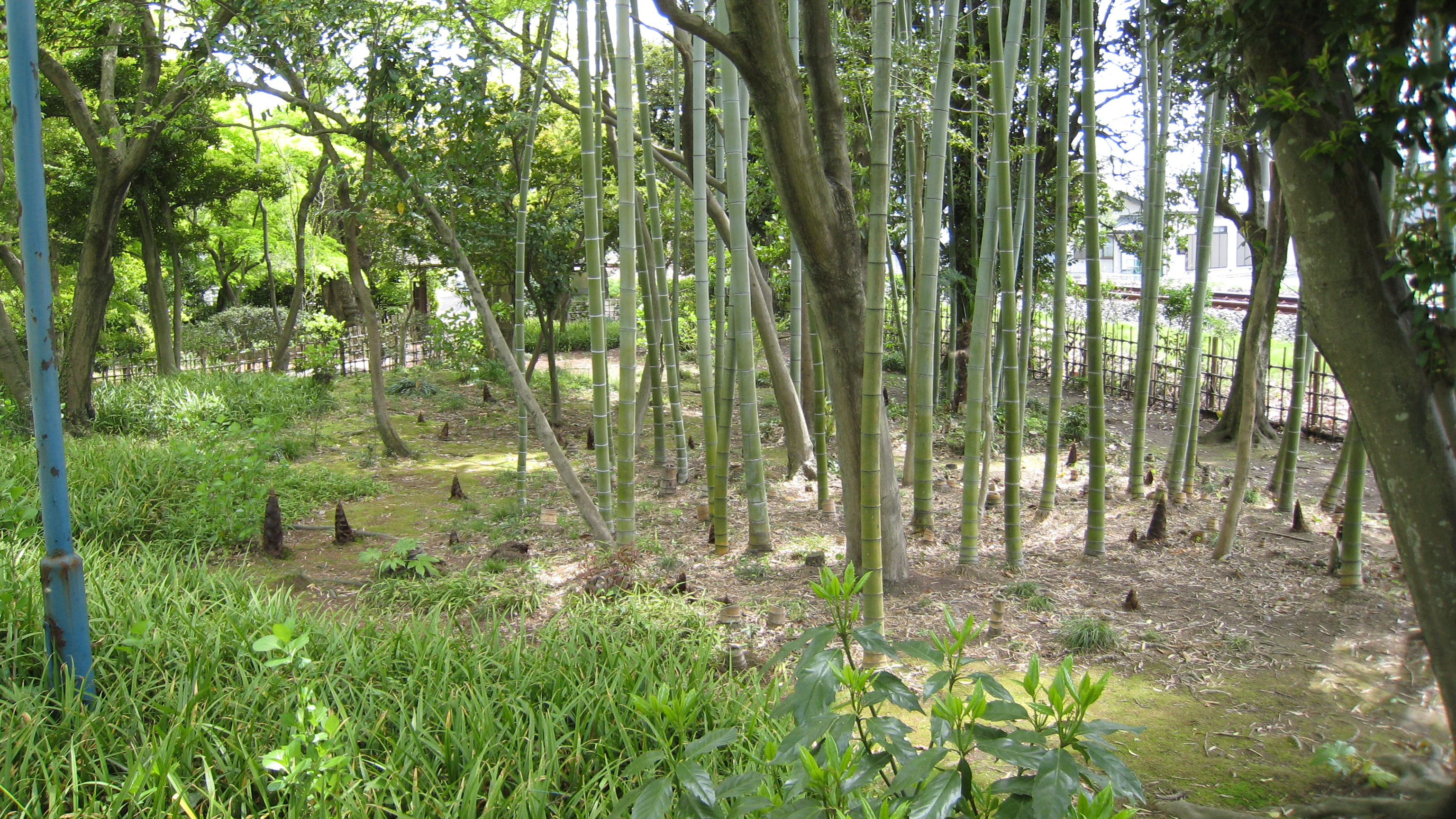
Pousses de bambou émergeant du sol.
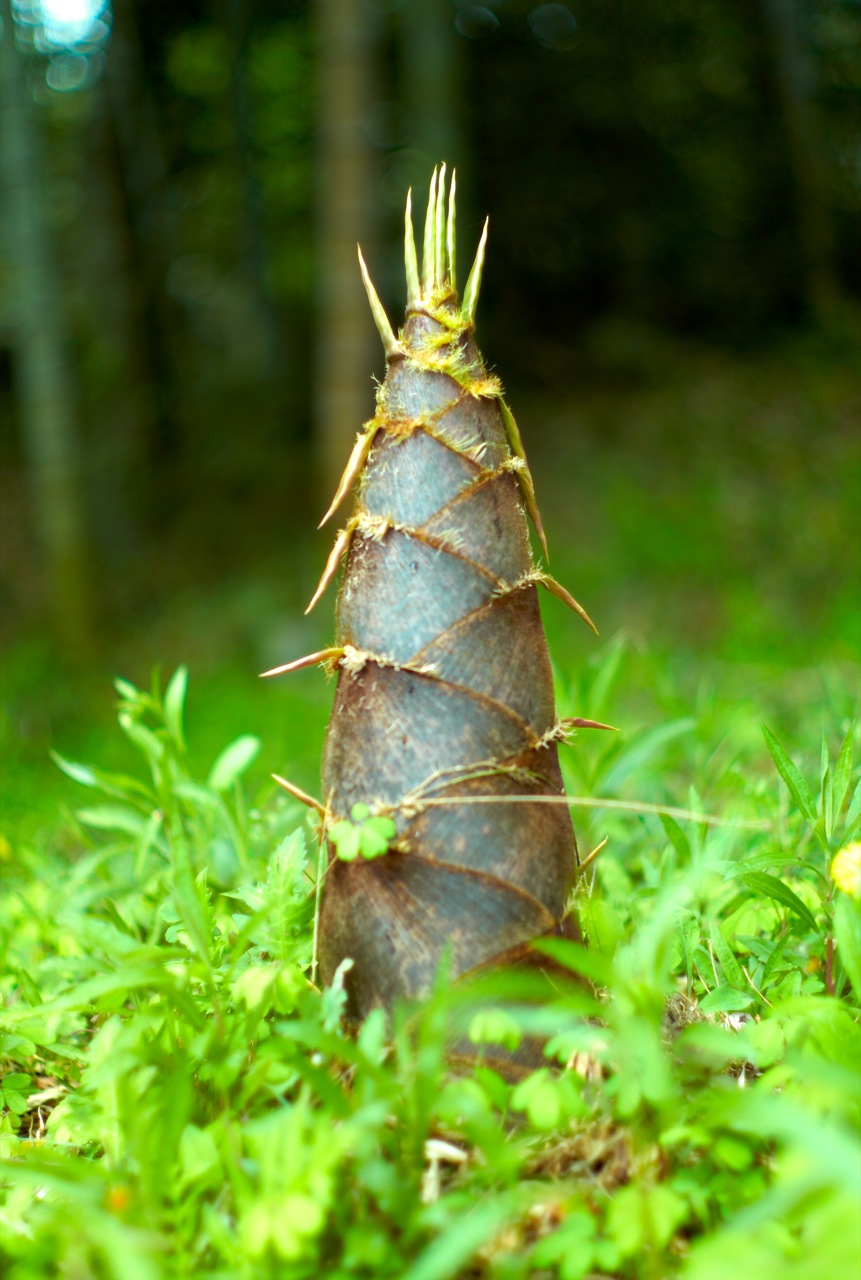
Pousse de bambou trop âgée pour être consommée.
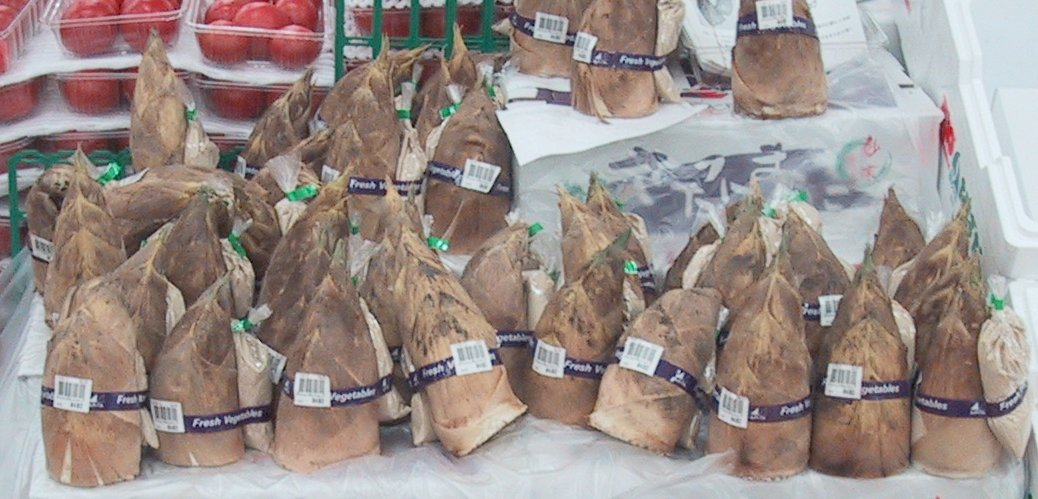
Pousses de bambous dans un supermarché japonais.

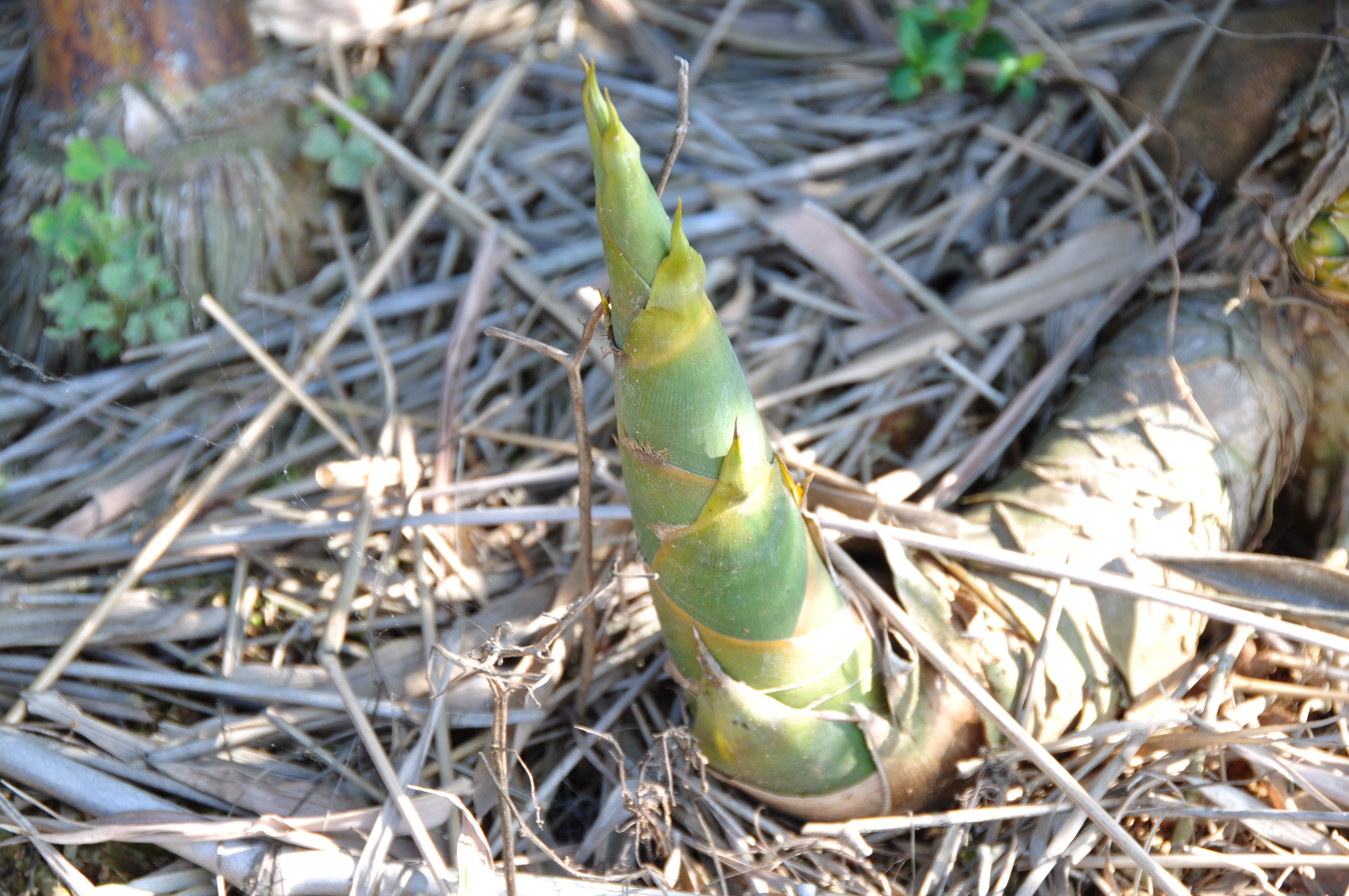
Pousse de bambou épineux à Taïwan.
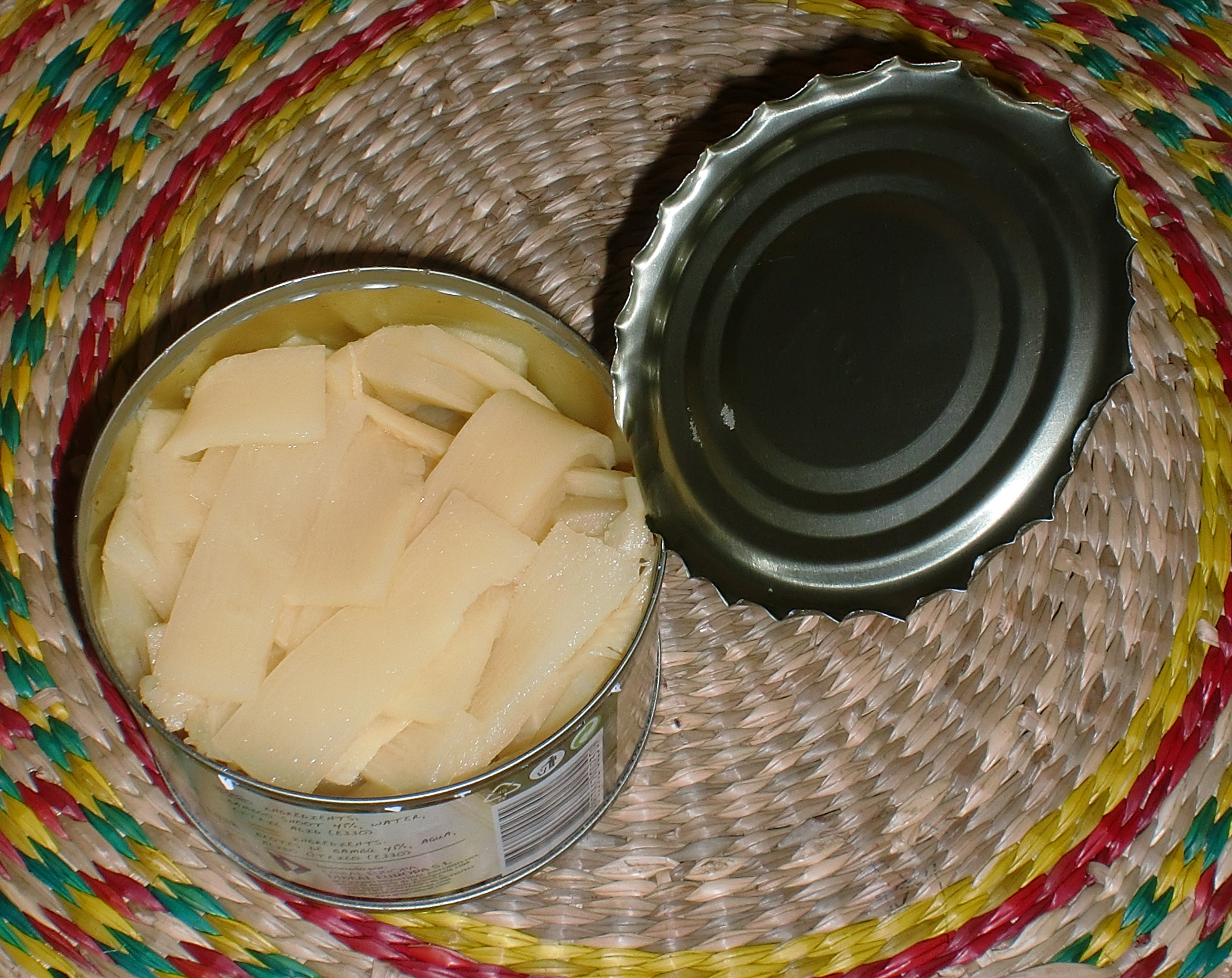
Conserve de pousses de bambous.
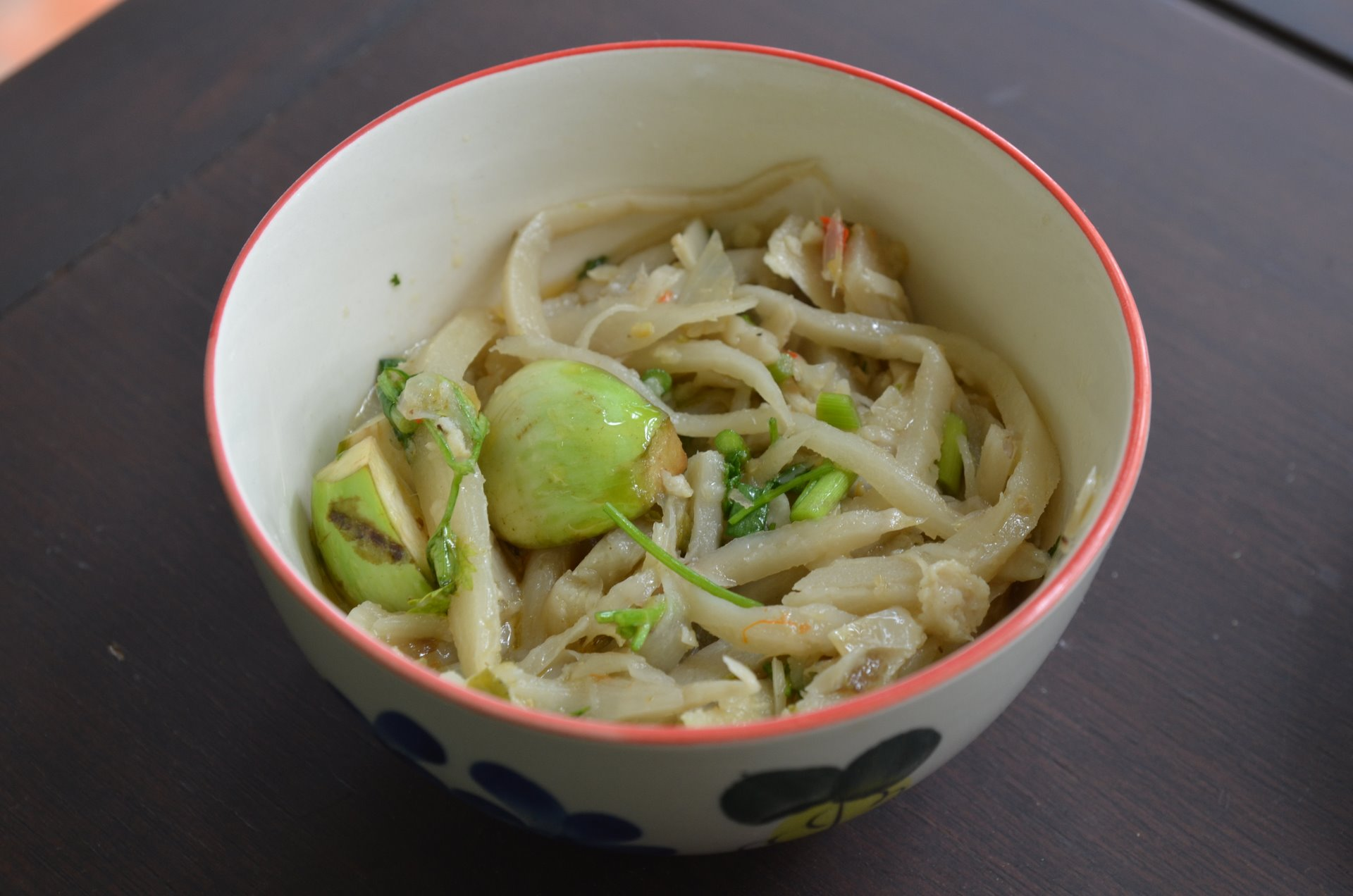
Yam no mai, salade thaï de pousses de bambou bouillies.
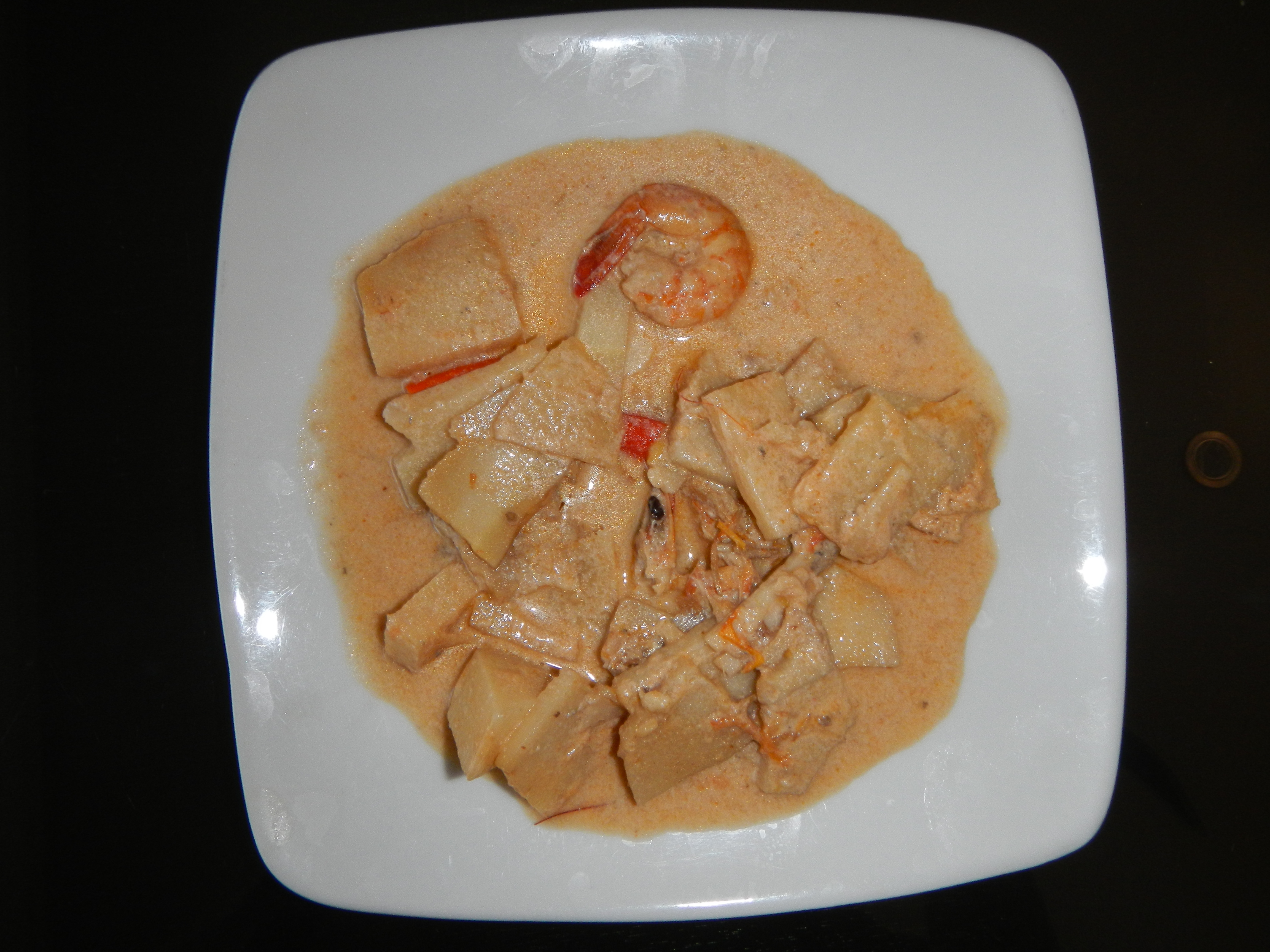
Ginataáng labóng, pousses de bambou au lait de coco (Philippines).